# 풍안
풍안(베트남어: Phùng An / 馮安 풍안, ? ~ ?)은 제3차 중국의 베트남 지배 시기에 당나라의 통치에 저항한 봉기군의 지도자이다. 

## 생애
풍흥의 아들로 791년에 풍흥이 죽자 뒤를 이어 저항을 계속하였다. 당나라가 조창(趙昌)을 안남도호(安南都護)로 임명하였고, 조창이 사신을 보내 풍안을 초무하자 풍안은 무리를 이끌고 투항하였으며, 풍흥을 선동하여 난을 일으키도록 한 도아인한(杜英翰)은 살해되었다.